# Dreischeiben-Plattenpanzer Typ Alfedana
Der Dreischeiben-Plattenpanzer Typ Alfedana (auch Samnitische Dreischeibenrüstung) ist eine Rüstung aus dem antiken Italien.

## Beschreibung
Der Dreischeiben-Plattenpanzer Typ Alfedana besteht aus Bronzeblech und ist zweiteilig.  Der Brust- sowie der Rückenpanzer sind aus einem Blech getrieben und der Struktur des Körpers angepasst. Auf der Vorder- sowie der Rückseite sind jeweils drei runde Scheiben ausgearbeitet. Die oberen beiden Platten sind auf beiden Teilen kegelförmig ausgetrieben, um der Brustmuskulatur Raum zu bieten. Die unteren Scheiben sind eher flach. Auf dem Vorderteil sind kurz unter dem Halsausschnitt Ausbuchtungen für die Schlüsselbeinknochen ausgetrieben. Um den Rand sind umlaufend Löcher angebracht, die zur Befestigung des Unterfutters dienen. An den Schultern und an den Seiten wurden Reste von Befestigungen gefunden, die zur Befestigung mit Riemen am Körper dienten.